# Albert Muylle
Albert Robert Corneille Muylle (* 7. März 1910 in Ieper; † unbekannt) war ein belgischer Radrennfahrer.

## Sportliche Laufbahn
Muylle war im Bahnradsport und im Straßenradsport aktiv. Als Amateur startete er bei den Olympischen Sommerspielen 1928 in Amsterdam. In der Mannschaftsverfolgung kam Belgien mit Jean Van Buggenhout, August Meuleman, Yves Van Massenhove und Albert Muylle auf den 5. Rang.
1929 siegte er in der nationalen Meisterschaft im Straßenrennen der Amateure vor Leo Van der Meersch.